# Фармакодинамика
Фармакодина́мика — раздел фармакологии, изучающий локализацию, механизм действия и фармакологические эффекты лекарственных средств, силу и длительность их воздействия.

## Воздействие на тело человека
Большинство лекарственных средств повторяют или подавляют нормальные физиологические/биохимические процессы. В других случаях они подавляют патологические процессы или жизненно важные процессы в эндо- или эктопаразитах, в микроорганизмах.
Отмечают 5 главных эффектов, оказываемых лекарственными средствами:
- подавляющее,
- стимулирующее,
- разрушающее клетки (цитотоксическое),
- раздражающее,
- замещающее недостающие вещества.

Лекарственные вещества оказывают как желательные, так и нежелательные действия. К числу первых относят:
- нарушение клеточных мембран. В частности, полагали, что средства для общего наркоза нарушают мембраны нейронов, изменяя движение ионов Na+;
- химические реакции. Так, антациды химически соединяются в организме с кислыми продуктами;
- взаимодействие с ферментными белками. В частности, аспирин необратимо подавляет циклогеназу, чем предотвращает воспалительный ответ;
- взаимодействие со структурными белками. Так. колхицин взаимодействует со структурным белком тубулином;
- взаимодействие с белками-переносчиками. Дигиталис угнетает активность молекулы-переносчика насоса Na-K-ATФазы;
- взаимодействие с ионными каналами.

Лиганд связывается с рецепторами клеток, чем определяет деятельность этих клеток. Это может быть нормальная реакция — действует как агонист, это может быть блокирующая деятельность — действует как антагонист. Наконец, возможно необычная реакция — инвертный агонист. Лиганд связывается с гормональным рецептором, с нейромодуляторным рецептором или нейропередающим рецептором.
К числу нежелательных действий относят:
- большую вероятность мутации клетки (канцерогенное действие),
- повреждение клетки,
- взаимодействие с клеткой (суммирующее, умножающее или метаболическое),
- индуцирование физиологического повреждения или ненормального хронического состояния.

Терапевтическая широта при действии лекарственных средств представляет собой интервал между количеством лекарственного средства, которое дает эффект, и количеством, дающим больше побочного действия, чем желаемого результата.